# Вја Ривароса (Торино)
Вја Ривароса је насеље у Италији у округу Торино, региону Пијемонт.
Према процени из 2011. у насељу је живело 103 становника. Насеље се налази на надморској висини од 211 м.